# Gopherus flavomarginatus
Gopherus flavomarginatus là một loài rùa trong họ Testudinidae. Loài này được Legler mô tả khoa học đầu tiên năm 1959.